# María Isabel Siewers
María Isabel Siewers (* 22. Oktober 1950) ist eine argentinische Gitarristin.

## Leben
Sie studierte Gitarre bei María Luisa Anido und am Konservatorium „Manuel de Falla“ in Buenos Aires. Sie war Meisterschülerin bei Andrés Segovia in Santiago de Compostela und lernte bei Oscar Ghiglia, Ruggero Chiesa und Alain Meunier an der Accademia Musicale Chigiana sowie bei Abel Carlevaro und Nikolaus Harnoncourt.
Isabel Siewers trat weltweit auf, so in der Wigmore Hall in London, im Wiener Konzerthaus, in der Martinu Hall in Prag, in der Carnegie Hall in New York und im Théâtre des Champs-Élysées in Paris. Internationale Orchester waren ihre Partner, wie das Argentine National Symphony Orchestra, die Virtuosi di Praga, das Zagreb Radio and TV Symphony Orchestra, die South Bohemian Chamber Philharmonic, das National Symphony Orchestra of Cuba, die Kraków Philharmonic und das Mayo Chamber Orchestra.
Sie lehrte in Argentinien und ist seit 1989 Professor für Gitarre am Mozarteum in Salzburg.

## Preise
- Zweiter Preis beim Concours International de Guitare in Paris (1974)